# Windows Server 2008
Windows Server 2008 – serwerowy system operacyjny opracowywany przez firmę Microsoft. Do 15 maja 2007 był znany jedynie pod nazwą kodową Windows Server „Longhorn”. Jest on następcą systemu Windows Server 2003 i Windows Server 2003 R2. Został oparty na tym samym jądrze co system Windows Vista SP1. Premiera odbyła się 27 lutego 2008 o godzinie 18:00.
Windows Server 2008 jest ostatnim systemem serwerowym wydanym w wersji 32-bitowej. Kolejne wersje (począwszy od Windows Server 2008 R2) są tylko 64-bitowe.
Wsparcie od Microsoft zakończyło się 14 stycznia 2020 roku.

## Główne nowe funkcje
Windows Server 2008 przyniósł kilka znaczących nowości, między innymi tryb instalacji Core, w którym nie jest instalowany graficzny menedżer powłoki explorer.exe ani inne programy posiadające GUI z wyjątkiem notatnika, edytora rejestru i menedżera zadań. Zarządzanie odbywa się przez wiersz poleceń cmd.exe albo Power Shell lub zdalnie przez połączenie z użyciem Microsoft Management Console.
Oprócz tego Windows Server 2008 przyniósł:
- serwer Internet Information Services w wersji 7, podobnie jak Windows Vista
- ulepszony model łatek, niewymagający restartów systemu
- przyspieszoną instalację z użyciem Windows Imaging Format, podobnie jak Windows Vista
- nowe narzędzia do zarządzania, zorientowane na role wykonywane przez serwer
- znacznie usprawnione usługi terminalowe (obsługa RDP w wersji 6.0) z możliwością uruchamiania tylko jednej aplikacji, zamiast całego pulpitu
- SharePoint Services 3.0
- Server Message Block 2.0, podobnie jak Windows Vista
- znaczne zmniejszenie jądra systemu – wiele dotychczasowych jego funkcjonalności, m.in. menedżer okien, zostało przeniesione do usług
- usługa all in one